# Ermita de Santa Bàrbara (Pina)
L'Ermita de Santa Bàrbara de Pina (Alt Palància) és una ermita catòlica, catalogada com bé de Rellevància Local, amb codi identificatiu 12.07.090-005, segons dades de la Direcció General de Patrimoni Artístic de la Generalitat Valenciana. L'ermita és a la part alta d'un pic que es coneix per Pic Santa Bàrbara, i fins i tot Pic de Pina, a una altitud de 1.401 metres sobre el nivell del mar, en una zona d'exuberant vegetació a base de pinedes. Des de la seva localització es té una extensa visió de tota la zona, que arriba, en dies clars, fins a la costa, en la qual s'ha pogut arribar a distingir les Illes Columbretes.
És una zona de fàcil accés, la qual cosa ha donat lloc al fet que l'Ajuntament de Pina establís en la mateixa una àrea recreativa amb zona de pícnic i paellers. A més, al costat de l'ermita hi ha un vèrtex geodèsic de primer ordre, i en els seus voltants s'hi han instal·lat antenes radioelèctriques, cisternes i torres de vigilància contra incendis.

## Història
Explica una llegenda que l'ermita es va construir al voltant del segle xvi, amb els diners proporcionat per un marí que durant una experiència traumàtica per una forta tempesta a alta mar, que li va fer pensar que naufragaria, va prometre a Santa Bàrbara, protectora contra les tempestes, que si se salvava li s'edificaria una ermita en aquesta cimera del seu mateix nom.

## Arquitectura
La coberta exterior és a dues aigües rematada en teula, i en l'eix de la coberta i en el capcer de la façana s'alça una petita espadanya, que posseeix una sola campana, coneguda com a "Esquella". Pel que fa a l'interior, presenta planta rectangular de dues crugies amb sustentació en els murs i arcs diafragmes al llarg de la nau. Interiorment la coberta es realitza amb bigues de fusta. A més presenta un pedrís corregut al llarg del perímetre interior, així com un altar situat sobre dos graons, al costat del qual hi ha una peanya de fàbrica de lloses de gres, per la creu. Tot i que en el seu moment hi va haver una talla de Santa Bàrbara, actualment aquesta està a l'església parroquial i es puja a l'ermita, en romeria, només en dues celebracions, per santa Bàrbara, el 4 de desembre, i per Santa Quitèria, el 22 de maig.